# Učitelský ústav
Jako učitelský ústav (někdy hovorově označovaný učitelák) byla označována střední škola určená k výchově učitelů obecných a měšťanských škol; její studium bylo zakončeno maturitní zkouškou.

## Historie

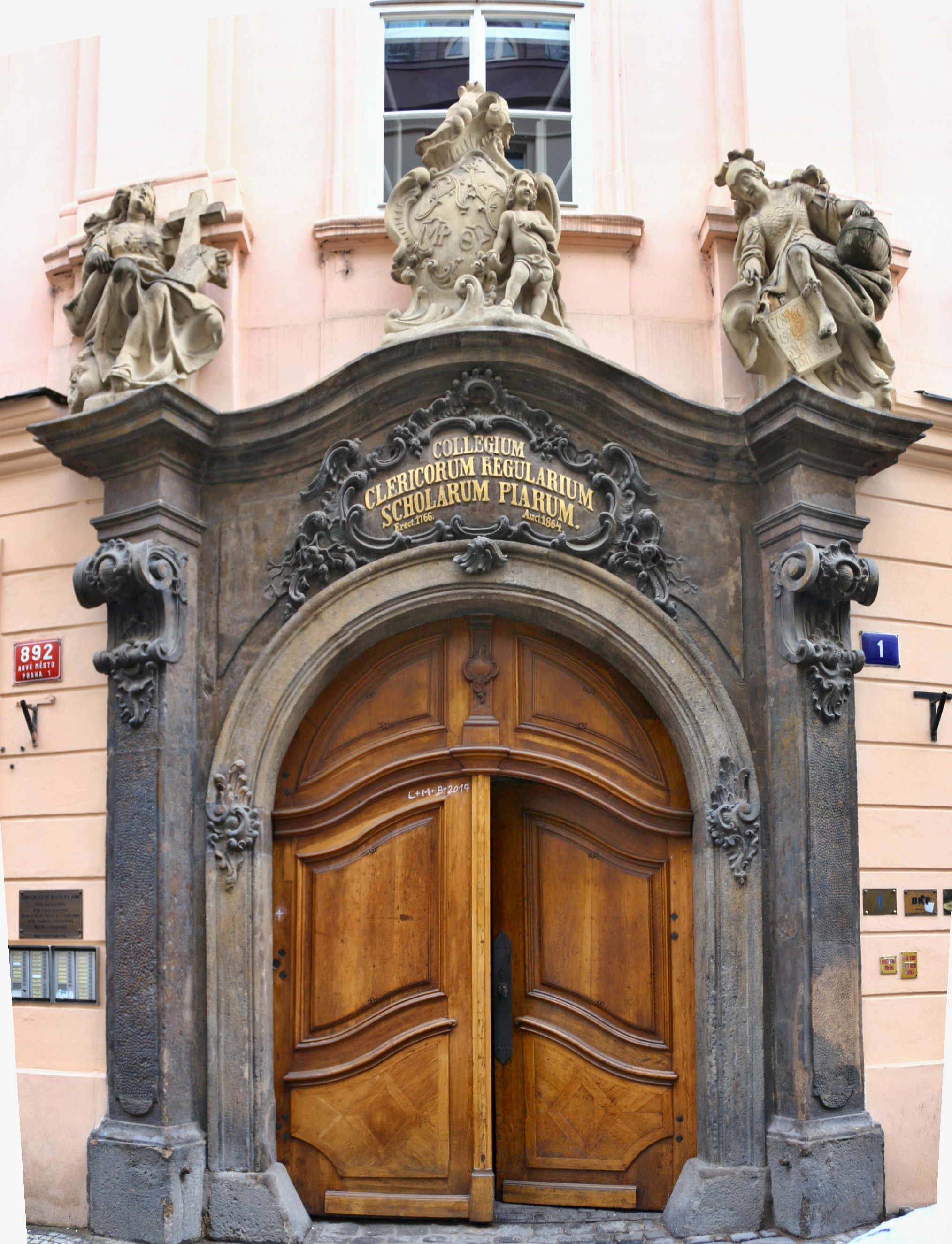
Piaristické gymnázium a kolej v Panské ulici, Praha

První předchůdce českých učitelských ústavů, tzv. preparandie, vznikl roku 1780 v Hradci Králové. Jiné zdroje uvádějí, že první český učitelský ústav vznikl až v roce 1848 přeměnou první hlavní školy s českým vyučovacím jazykem, která byla zřízena u piaristů na Novém Městě pražském v Panské ulici; jejím prvním ředitelem se stal Karel Slavoj Amerling. Sloužila k vyučování chlapců.
První český učitelský ústav pro dívky byl zřízen roku 1863 Kongregací školských sester de Notre Dame na Novém Městě pražském u sv. Anny v Ječné ulici 27.
Většího rozšíření se učitelské ústavy dočkaly po roce 1869, kdy byl vydán zákon o obecných školách a navazující ministerské nařízení. Učitelské ústavy byly tříleté, později čtyřleté. Zrušeny byly v roce 1948.

### Učitelské ústavy v českých zemích
- 1780 – Hradec Králové, nejstarší český učitelský ústav[2]

Další rozvoj učitelských ústavů nastal až po roce 1848:
- 1848 – Praha u piaristů
- 1863 – Praha u sv. Anny
- 1870
  - Praha (Ústav pro vzdělávání učitelek)
  - Kutná Hora
  - Jičín
  - Soběslav
- 1871
  - Brno
  - Čáslav (vzdělávání evangelických učitelů)
- 1872 – Brno (ústav pro vzdělávání učitelek)
- 1874
  - Příbram
  - Chomutov
- 1875 – Příbor
- 1891 – Kutná Hora
- 1891 – Kroměříž (zrušen v roce 1948)
- před rokem 1896 – Olomouc
- 1899 – Polička (1923 přechod učitelského ústavu na státní reálné gymnázium),[6] Řepčín
- 1902 – Ústí nad Labem
- 1904 – Kladno
- 1904 – Litomyšl
- 1907 – Přerov (zrušen v roce 1929)
- 1920 – Hořovice
- 1926 – Znojmo (přestěhován z Přerova)[7]
- evangelický Učitelský ústav v Čáslavi

### Protektorát Čechy a Morava
Od ledna roku 1939 připravovalo ministerstvo školství a národ. osvěty reorganizaci školství: vládní návrh zákona o národní výchově mimo školu, návrh zákona o postátnění učitelstva, vybudování školství živnostenského a rodinného, úpravu výchovy učitele a profesora, reformu učitelského studia i studia vysokoškolského, reformu škol středních a odborných, postátnění zemských škol zemědělských na Moravě, jednotný učební řád. Prováděla se revize učebnic a knihoven. „Problém židovský neměl být podle ministra školství dr. Jana Kaprase řešen nějakými zákony rasovými, nýbrž podle zásady, že při zmenšeném krajíci chleba nutno pamatovati především na vlastní lidi.“ Vláda přijala usnesení, podle kterého měly být ve školních učebnách sňaty z čelního místa obrazy obou bývalých presidentů republiky a nahrazeny státním znakem.
Během letních prázdnin se „se zřetelem na novou situaci“ pořádaly zvláštní ideologické kursy pro tzv. politické usměrnění českých učitelů. O letních prázdninách v roce 1941 se pořádaly při učitelských ústavech kurzy německého jazyka pro české učitele. Ve dnech 7. a 8. října 1939 došlo ke konečnému dobudování sjednocení učitelstva českých národních škol do Jednoty učitelstva českých národních škol, která byla nadále jedinou odbornou ústřednou učitelstva českých národních škol a jejímiž členy se stali všichni učitelé českých škol.
Připravované změny v učebních osnovách se týkaly zkrácení vyučovacích hodin na obecných a měšťanských školách na 45 minut. Od druhé třídy obecných škol přibyla ve všech ročnících hodina tělesné výchovy. V první, třetí a páté třídě přibylo po jedné hodině českého jazyka, v třetí, čtvrté a šesté třídě hodina kreslení. Na hlavních školách přibyla ve druhém a třetím ročníku jedna hodina češtiny, ve třetím ročníku přibyla jedna hodina přírodopisu a fyziky. Ve všech ročnících pak přibyly dvě hodiny tělesné výchovy. První a třetí ročník měl o hodinu více domácích nauk, prvnímu ročníku byla přidána další hodina geometrie, třetímu ročníku hodina zpěvu a odpadla hodina kreslení. Na hlavních a vyšších školách se vyučovala němčina jako povinný předmět. V žákovských, učitelských a veřejných knihovnách byla provedena revize.
Od ledna 1942 se ministrem školství a národní osvěty stal Emanuel Moravec. Začátkem školního roku 1942–1943 vstoupilo po celé Třetí říši v platnost nejen jednotné školství, ale také vzdělávání učitelů. Reorganizace, která probíhala nejprve od školního roku 1938–1939 v sudetských oblastech, byla postupně uplatňována i v Protektorátu Čechy a Morava. Základní školství po celém říšském území sestávalo ze čtyř tříd obecné školy (Volksschule), na kterou navazovaly čtyři třídy hlavní školy (Hauptschule) nebo osmitřídní vyšší školy (Oberschule). Hlavní školy měly žáky připravovat na praktický život, vyšší školy ke studiu na vysokých školách (Hochschulen). Adolf Hitler zároveň rozhodl o jednotném učitelském studiu, které začalo probíhat na pětiletých učitelských ústavech (Lehrerbildungsanstalten), kam budoucí studenti přecházeli na základě přísného výběru po dosažení 14. roku z hlavních škol (Hauptschule), obzvláště nadaní žáci i z obecné školy. Učitelské ústavy získaly charakter internátních škol (Internats-Charakter).